# Miami Cops
Miami Cops è un film italo-statunitense del 1989 diretto da Alfonso Brescia (con lo pseudonimo di Al Bradley).

## Trama
Il detective Gamble si mette sulle tracce sugli assassini di suo padre, ucciso da trafficanti di droga. Con l'aiuto del suo partner Grover, Gamble va a caccia degli assassini e trafficanti.